# Stubno
Stubno est une localité polonaise, siège de la gmina de Stubno, située dans le powiat de Przemyśl en voïvodie des Basses-Carpates.